# La Petite Fadette
La Petite Fadette est un roman de la romancière George Sand, paru en 1849. 
Il fait partie de son groupe de livres dits « romans champêtres », qui s'intéressent au monde paysan de la région du Berry à l'époque de l'auteure, au même titre que d'autres livres écrits durant la même période de sa vie, comme La Mare au diable. 
Le personnage principal, la petite Fadette, est la petite-fille d'une guérisseuse de village et a elle-même mauvaise réputation en raison des pouvoirs de sorcière   qu'on lui attribue.

## Personnages principaux
- Landry Barbeau, amoureux de Fadette, jumeau de Sylvinet (il est le plus fort et le plus courageux des frères)
- Sylvinet Barbeau, jumeau de Landry, il est le plus affectueux des frères
- Fadette, amoureuse de Landry, gentille, affectueuse et refuse de se faire belle pour les gens qu’elle n’aime pas. (Fanchon Fadet aussi surnommée « la Petite Fadette », « Grelet » ou « Fanchon »)

## Résumé du livre
Pour des raisons financières, le père Barbeau, profitant d'une offre de son voisin de prendre l'un de ses jumeaux à son service, décide qu'il est temps de les séparer. La nouvelle chagrine les jumeaux, alors âgés de quatorze ans. Landry se dévoue pour être placé chez le père Caillaud à la Priche et part secrètement le matin. Le soir, son frère, Sylvinet, va le voir, triste de ne pas avoir été prévenu. Il éprouve encore plus de tristesse lorsque son frère ne le serre pas dans ses bras lors de leurs retrouvailles, alors qu'il en avait envie mais ne voulait pas paraître ridicule et sentimental devant ses nouveaux hôtes.
Le temps passe. Landry s’accoutume à sa nouvelle situation, mais l’ennui et le chagrin de Sylvinet augmentent, si bien qu’un jour, il s’enfuit et ne revient pas. Alarmé, Landry part à sa recherche, en vain. 

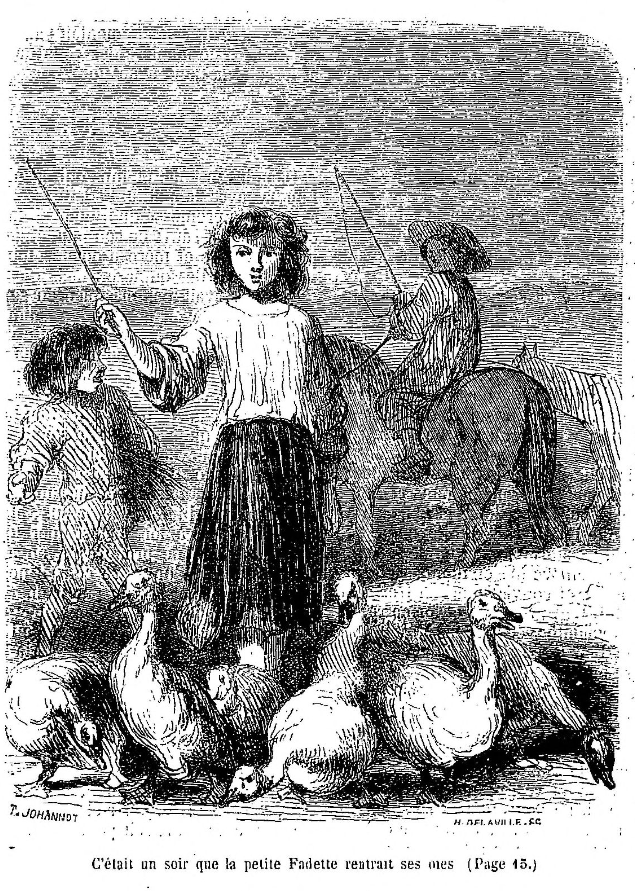
Illustration d'une réédition du roman illustrée par Tony Johannot et Maurice Sand en 1851.

Après avoir visité toutes leurs cachettes d'enfance et épuisé toutes ses idées sur la possible localisation de son frère, Landry se résout à demander de l'aide à la vieille Fadet que la rumeur locale dit sorcière, mais celle-ci refuse non seulement de l'aider mais le rejette car elle a une vieille rancœur contre la famille Barbeau. Dépité, il envisage de rentrer lorsque Fanchon Fadet, une fille mal élevée et mal habillée, l'interpelle. Elle est la petite-fille de la vieille Fadet qui s'occupe d'elle et de son frère depuis que leur mère est partie, vraisemblablement pour suivre une troupe de soldats, et que leur père est mort du chagrin et de la honte de ce départ. Surnommée « la Petite Fadette » ou « Grelet » ou « Fanchon », elle est également prise pour une graine de sorcière. Elle lui indique l’endroit où son frère se cache en échange de la promesse d'obtenir de Landry ce qu’elle voudra. Landry veut tellement voir son frère qu'il accepte et finit par retrouver son frère en suivant les indications de la petite Fadette.
Les jumeaux rentrent à la maison sans que Landry ne révèle à son frère la peur qu’il lui a causée, pour ne pas risquer d'aggraver son chagrin. Après le retour de Sylvinet auprès de sa famille, Landry rentre à la Priche, soucieux de la promesse faite à la Petite Fadette.
Le Grelet, cependant ne vient pas durant toute la saison réclamer sa récompense à Landry et les enfants s'évitent. Un an plus tard, par une nuit sombre, Landry, qui veut rentrer chez lui, se trompe de chemin, perturbé par la présence d'un feu follet au niveau du gué, et manque de peu de se noyer. La Petite Fadette l’aide à passer la rivière. Landry, lui étant doublement redevable, rappelle sa promesse et demande à la Fadette de régler cette histoire. Fadette lui reproche d'être trop fier.
Elle finit par lui demander, en guise de réparation, de danser avec elle sept fois pendant la fête du lendemain, la Saint Andoche, et de ne danser avec aucune autre fille. D'abord heureux de s'en tirer à si bon compte, il réalise qu'il ne va pas pouvoir danser avec la Madelon, la nièce du père Caillaud, qu'il courtise depuis quelque temps. Il tient malgré tout sa promesse et constate que la Madelon ne cherche même pas à comprendre et préfère danser avec d'autres garçons alors qu'il en est lui-même bouleversé. Landry et la Madelon finissent par se disputer et Landry décide d'inviter la petite Fadette à danser au milieu de la place pour montrer à la Madelon qu'il n'a pas besoin d'elle. Les gens se moquent de ce couple, et attaquent la petite Fadette. Landry la défend et réprimande les moqueurs et les commères, bien conscient de l'injustice dont elle est victime.
Landry rentre chez ses parents et raconte son aventure de la veille à son besson, qui estime que la Petite Fadette lui a joué un tour de sa sorcellerie pour l’humilier pendant la fête du village en le forçant à danser avec elle. Le soir même pour rentrer à la Priche, il emprunte, suivant le conseil de Sylvinet, un autre chemin qui ne passe pas par le gué près duquel il avait croisé le feu follet, tout proche de la maison de la Petite Fadette. Mais, sur le chemin, il entend tout à coup des pleurs et des gémissements. Courageux, et ne voulant laisser personne en danger, il cherche à savoir si quelqu'un a besoin d'aide et finit par trouver Fanchon qui pleure.
S'ensuit une longue discussion entre Landry et la petite Fadette au cours de laquelle Landry avoue au Grelet ce qui, dans son caractère et ses façons, la rend impopulaire et pousse les enfants à la harceler. Elle lui répond avec une grande honnêteté et il prend conscience des qualités humaines de la petite Fadette et de la méchanceté gratuite que tout le monde lui témoigne. Il est impressionné par la jeune fille et, prétextant avoir oublié de l'embrasser à la fête, comme cela était la tradition, il essaie de force mais se repent dès qu'il se rend compte que la Fadette ne veut pas. Ils ne se revoient que le dimanche suivant. Elle a accommodé ses vêtements et paraît plus belle que d’habitude. Ils ont une nouvelle conversation lors de laquelle Landry lui avoue son amour, et elle lui fait part de son désir de racheter sa réputation à la suite des conseils dont il lui a fait part auparavant.
Une année passe, pendant laquelle la Petite Fadette, qui n’est pas parvenue à changer l’opinion des gens à son égard, rencontre secrètement Landry, mais elle reste prudente et ne laisse pas paraître son amour pour lui éviter une mauvaise réputation. La Madelon, qui les surprend un jour alors qu'elle tente elle-même de cacher ses rapports avec le Cadet Caillaud, tout en restant éloignée de l’affaire, fait savoir dans toute la région l’amitié de Landry et Fanchon par jalousie ou vengeance. La nouvelle arrive aux parents de Landry qui le réprimandent et lui reprochent cette amitié. Sylvinet est très jaloux et tombe malade de tristesse.

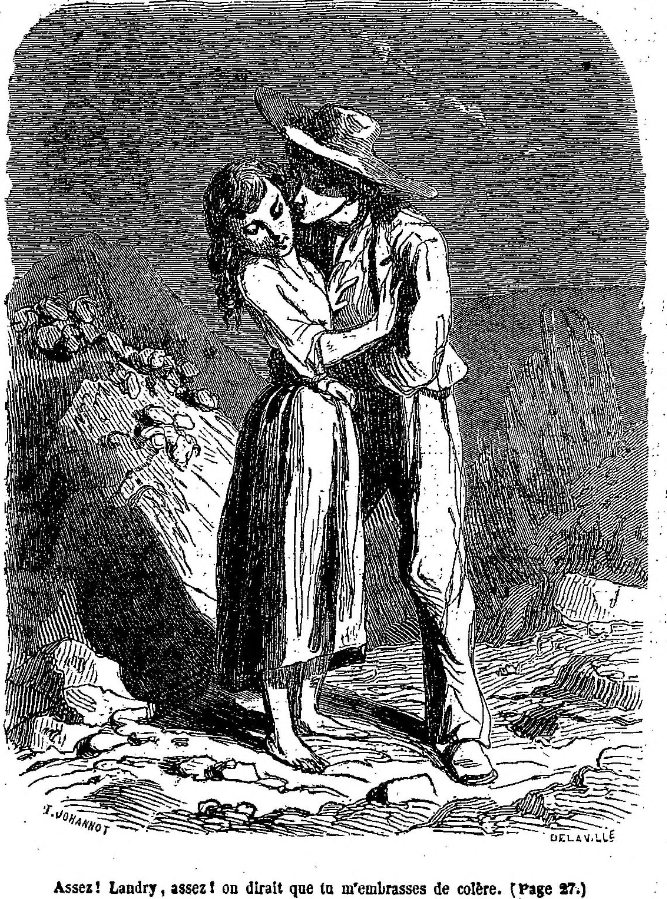
Fanchon et Landry. Illustration de Tony Johannot et Maurice Sand pour la réédition illustrée de 1851.

La Petite Fadette prend une place à Château-Meillant pour se faire une autre vie et une autre réputation dans l'espoir de revenir et de pouvoir être considérée plus digne de l’amour qu’elle a pour Landry. Juste avant de partir, Fanchon déclare son amour à Landry et ils s’embrassent. Sylvinet, égoïste, se réjouit du départ de la Petite Fadette, mais tombe malade aussitôt que son frère se rapproche de lui. Alors, il est décidé d’éloigner les deux bessons, comme le recommande le père Caillaud, qui souhaite envoyer Landry s'occuper de son autre bien à Arthon.
Trois mois après le départ de Landry, après un an d’absence, la petite Fadette revient soigner sa grand-mère, atteinte de paralysie, qui meurt peu après en lui laissant une très grande fortune. Elle en informe le père Barbeau à qui elle demande de lui compter sa fortune héritée de sa grand-mère qui a gagné beaucoup, mais très peu dépensé, et aussi de la gérer sans que personne n’en connaisse le propriétaire.
Landry, venu voir sa bien-aimée en cachette, lui présente ses sympathies et lui demande de guérir l’âme de son besson. La mère Barbeau demande elle aussi, selon le conseil de la marraine de la Petite Fadette, de guérir Sylvinet de sa fièvre, ce qu'elle fait. Le père Barbeau, conscient de l'amour qui unit les deux jeunes gens, ne veut pas promettre de mariage tant qu'il ne sera pas sûr de la bonne foi de la jeune fille. Il mandate quelques enquêtes secrètes à Château-Meillant, dont les conclusions s'avèrent très favorables à Fanchon Fadet. Sachant la sincérité et l’honnêteté de l'amour de la jeune fille pour Landry qui ne connaît rien de la richesse de sa bien-aimée, le père décide de leur accorder le droit de se marier.
Cependant, Sylvinet retombe malade, et la Petite Fadette entreprend de le réprimander, voyant qu'il n'est pas physiquement malade mais simplement déprimé. Elle revient le lendemain et, avec plus de douceur, arrive ainsi à gagner la confiance et l’amitié de Sylvinet qui retrouve sa bonne santé et consent au mariage. Le mariage de Landry et Fanchon, qui est maintenant riche, se fait en même temps que celui de sa sœur Nanette avec Cadet Caillaud, devenu le meilleur ami de Landry. Le petit Jeanet, le frère de Fanchon, demeure tranquillement avec sa sœur. Sylvinet, qui envie trop son frère, et qui semble avoir développé une passion indicible pour sa belle-sœur, s’engage dans l’armée pour laisser vivre tranquillement son besson avec Fanchon.

## Histoire éditoriale
La Petite Fadette paraît en deux volumes à Paris chez les libraires-éditeurs Michel Lévy frères, en 1849. En 1851 paraît une réédition en un volume illustrée par Tony Johannot et Maurice Sand, à Paris, également aux éditions Michel Lévy frères.

## Thème
Les thèmes du roman sont la gémellité, la vie à la campagne, l'amour, les divergences sociales et aussi la sorcellerie. Fadet, Fadette sont des mots qui viennent des parlers du Croissant, dérivés du mot fée, eux-mêmes de fada en occitan, qui provient du latin Fata.

## Postérité
Pendant la plus grande partie du XXe siècle, La Petite Fadette demeure l'un des romans les plus connus de George Sand, tandis qu'une grande partie de ses autres œuvres tombe dans l'oubli. Fin 1975, à l'approche du centenaire de la mort de l'autrice (1876-1976), Georges Lubin, spécialiste de Sand, constate que La Petite Fadette, tout comme ses autres romans champêtres principaux, La Mare au diable et François le Champi, est abondamment et régulièrement réédité, mais il déplore que le reste de ses livres ne le soit pas.

## Adaptations

### Adaptation au théâtre
George Sand elle-même adapte La Petite Fadette sous la forme d'un opéra comique en trois actes et cinq tableaux, sur une musique de Théodore Semet et une mise en scène de M. Mocker. L'opéra est créé à Paris au théâtre de l'opéra comique le 15 septembre 1869, puis publié à Paris aux éditions Michel Lévy frères la même année.

### Adaptations à l'écran
- En 1915, le roman est adapté en film muet américain, Fanchon the Cricket, avec Mary Pickford dans le rôle de la Petite Fadette. Les rôles de Landry et de Sylvinet sont amalgamés en un seul personnage, joué par Jack Standing.
- En 1963, Jean-Paul Carrère adapte le roman en téléfilm, avec Elisabeth Wiener et Alain Franco dans les rôles principaux[5].
- En 1979, le roman est adapté en un téléfilm réalisé par Lazare Iglesis, avec Françoise Dorner, Patrick Raynal et Jean-Michel Dupuis dans les rôles principaux.
- En 2004, un nouveau téléfilm librement tiré du roman est réalisé par Michaëla Watteaux, avec Mélanie Bernier, Jérémie Renier et Maximilien Muller.

#### Éditions critiques
- George Sand, La Petite Fadette, édition présentée, établie et annotée par Martine Reid, Paris, Gallimard, coll. « Folio classique », 2004.  (ISBN 978-2-07-042471-9)
- George Sand, Œuvres complètes. Théâtre II (1853-1872). Annexe. La Petite Fadette, opéra-comique et comédie-vaudeville, édition critique par Gretchen van Slyke et Bruce Gustafson (œuvres complètes dirigées par Béatrice Didier), Paris, Honoré Champion, coll. Textes de littérature moderne et contemporaine n°205, 2018.  (ISBN 9782745348869) (Édition de l'adaptation théâtrale et musicale du roman de Sand, qu'elle n'a pas écrit mais dont elle a surveillé la conception.)

#### Articles de recherche
- Georges Lubin, « Dossier George Sand », Romantisme, no 11 « Au-delà du visible »,‎ 1976, p. 86-93 (ISSN 0048-8593, lire en ligne, consulté le 29 juin 2017)
- Vincent Robert, La petite-fille de la sorcière : enquête sur la culture magique des campagnes au temps de George Sand, Paris, Les Belles Lettres, 2015.  (ISBN 978-2-251-44530-4)
- Pierre Vermeylen, Les idées politiques et sociales de George Sand, Bruxelles, éditions de l'Université de Bruxelles, 1984.  (ISBN 2-8004-0842-1)
- Marie-Louise Vincent, La langue et le style rustiques de George Sand dans les romans champêtres, thèse complémentaire présentée à la Faculté des lettres de l'Université de Paris, Paris, E. Champion, 1916.